# Josyf Dublowski
Josyf Dublowski (zm. 1798) – lwowski architekt.
Istnieje mało informacji o jego życiu, wiadomo, że od 1764 należał do lwowskiego cechu budowniczych i murarzy. Z dokumentów wynika, że w 1767 przeciwko Dublowskiemu wystąpił z pozwem do sądu cechowego budowniczy Marcin Lewandowski, oskarżał go o nieprzestrzeganie przepisów. W tym czasie Josyf Dublowski prowadził równocześnie osiem budów. 11 maja 1770 nabył pół kamienicy przy ulicy Starojewrejskiej 26, rok później dokupił drugą część, a w 1781 sprzedał kamienicę. Udowodniono, że Josyf Dublowski wybudował lub uczestniczył w budowie wielu obiektów, które powstały w II połowie XVIII wieku we Lwowie. 

## Dorobek architektoniczny (wybrany)
- Kamienica przy ulicy Teatralnej 10 (Tadeusza Rutowskiego) dla generała wojsk królewskich podczaszego przemyskiego Rocha Winiawskiego /1767/;
- Przebudowa dwóch kamienic przy ulicy Ormiańskiej 13 dla architekta Piotra Polejowskiego /1773-1776/;
- Kamienica przy ulicy Teatralnej 8 (Tadeusza Rutowskiego) dla starosty Franciszka Dewicza /1769/;
- Kamienica przy ulicy Krakowskiej 17 dla sędziego ziemskiego Józefa Padlewskiego /1773/;
- Przebudowa kamienicy Zuchorowiczów przy Starojewrejskiej 16 (Boimów) /1776/;
- Nadzór nad pracami murarskimi w Katedrze Łacińskiej;
- Przebudowa kamienicy przy ulicy Starojewrejskiej 24 (Boimów) dla Izaaka Waringera /1791/;
- Prace przy przebudowie soboru św. Jura /1786-1789/
- Udział w pracach projektowych nad budową kościoła pw. Niepokalanego Poczęcia Najświętszej Marii Panny w Łopatynie /1775/.